# Station Krzywólka
Station Krzywólka was een spoorwegstation in de Poolse plaats Suwałki. Het werd alleen gebruikt voor vrachtverkeer.